# Setenil de las Bodegas

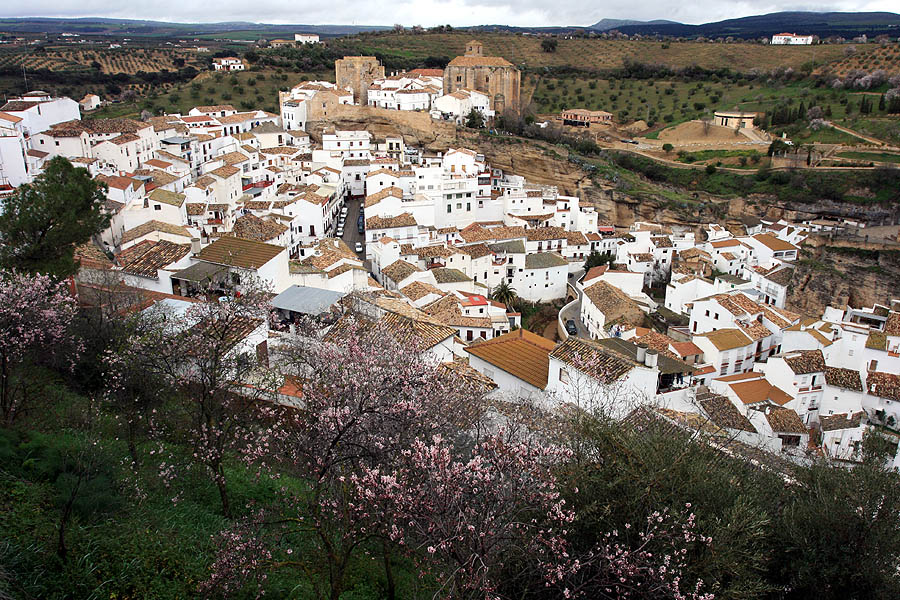
Setenil de las Bodegas, tỉnh Cádiz, Tây Ban Nha

Setenil de las Bodegas là một đô thị trong tỉnh Cádiz, Tây Ban Nha. Theo điều tra dân số 2005 đô thị này có dân số là 3.016 người.
Thị trấn tọa lạc bên một hẻm núi hẹp phía bắc "thành phố bên vực thẳm" Ronda, đây là thị trấn duy nhất ở tỉnh Cadiz trong vùng tự trị Andalusia có những ngôi nhà màu trắng xây dựng trong hang.
Setenil mang dáng vẻ của một ngôi làng yên bình với những ngôi nhà phong cách hang động cùng những con đường có tảng đá trên cao như mái che ấn tượng. Và nét đẹp độc đáo này đã giúp ngôi làng trở thành điểm đến nổi tiếng cho du khách.

## Dân số
| 1999  | 2000  | 2001  | 2002  | 2003  | 2004  | 2005  |
| ----- | ----- | ----- | ----- | ----- | ----- | ----- |
| 3,099 | 3,067 | 3,051 | 3,043 | 3,014 | 3,015 | 3,016 |

Source: INE (Spain)